# Zaprionus spinosus
Zaprionus spinosus är en tvåvingeart som beskrevs av Collart 1937. Zaprionus spinosus ingår i släktet Zaprionus och familjen daggflugor. Inga underarter finns listade i Catalogue of Life.